# Peter Pewas
Peter Pewas 22 d'abril de 1904 - 13 de setembre de 1984) va ser un director cinematogràfic i dissenyador de cartells de cinema de nacionalitat alemanya.

## Biografia
El seu veritable nom era Walter Emil Hermann Schulz, i va néixer a Berlín, Alemanya. Fill de Hermann Schulz, un sabater, durant un temps va freqüentar l'Escola de la Bauhaus a Weimar, va ensenyar en una escola de decoració i, a partir de 1933 va treballar com a artista comercial, dissenyant cartells i material promocional cinematogràfic.
El 1932 va iniciar el rodatge d'un documental sobre l'Alexanderplatz de Berlín, però Pewas va ser detingut i la cinta confiscada per sospites de traïció a la pàtria.
Des de 1938 va assistir a la Deutsche Filmakademie Babelsberg, i va ser ajudant de direcció de Wolfgang Liebeneiner, participant en el rodatge de les pel·lícules Bismarck i Ich klage an. Pewas va rodar més endavant diversos curtmetratges, així com la pel·lícula Der verzauberte Tag. Aquesta cinta, poc convencional, va ser prohibida, i Pewas enviat a formar part del Volkssturm.
Finalitzada la Segona Guerra Mundial, el 1947 va dirigir una pel·lícula educativa produïda per la DEFA titulada Straßenbekanntschaft. Posteriorment va ser a Múnic, rodant diversos curts, a més de la pel·lícula Viele kamen vorbei (1956).
Pewas no va poder fer-se un buit en el món del cinema alemany dels anys 1950, per la qual cosa va decidir centrar-se en la pintura. El 1978, en una retrospectiva de cinema alemany prohibit que es va dur a terme en el Festival Internacional de Cinema de Berlín, es va redescobrir el seu film Der verzauberte Tag.
Peter Pewas va morir a Hamburg, Alemanya, el 1984.

## Premis
- 1951: Deutscher Kritikerpreis per Herbstgedanken
- 1952: Deutscher Filmpreis per la producció i direcció de Herbstgedanken
- 1958: Conquilla d'Or al Curtmetratge al Festival Internacional de Cinema de Sant Sebastià 1958 per Der Nackte Morgen.[2]
- 1964: Katholischer Filmpreis per Indem wir dienen...
- 1967: Filmband in Silber per Kennzeichen Luftballon
- 1984: Filmband in Gold pels seus anys dedicats al cinema alemany

## Filmografia
- 1934: Alexanderplatz überrumpelt (curt documental, inacabat)
- 1939: Zwischen Abend und Morgen (curt, inacabat)
- 1941: Eine Stunde (curt, no estrenada)
- 1942: Zweiklang (curt)
- 1944: Der verzauberte Tag (1944), UA: 1947
- 1945: Befreite Musik (curt documental)
- 1946: Wohin Johanna? (SED)
- 1948: Straßenbekanntschaft
- 1949: Menschen – Städte – Schienen (curt documental)
- 1950: Herbstgedanken (curt)
- 1952: Putzke will es wissen (curt)
- 1953: Der Modespiegel 1a part (curt documental)
- 1954: Der Modespiegel 2a part (curt documental)
- 1956: Viele kamen vorbei
- 1956: Der nackte Morgen (curt documental)
- 1957: Verliebt in Kleider (curt)
- 1958: Er ging an meiner Seite (documental)
- 1959: Verliebt in St. Gallen (curt documental)
- 1960: Job oder Beruf? (curt documental)
- 1961: Vormittag eines alten Herrn (curt)
- 1964: Indem wir dienen... (curt documental)
- 1967: Kennzeichen Luftballon (curt documental)
- 1971: Zement für die Society (curt documental)